# Alexandra Hulley
Alexandra Hulley (née le 24 juillet 1997) est une athlète australienne, spécialiste du lancer du marteau. 

## Biographie
Elle remporte la médaille d'argent du lancer du marteau lors des Jeux du Commonwealth de 2018, à Gold Coast.

## Palmarès
| Date | Compétition            | Lieu       | Résultat | Marque  |
| ---- | ---------------------- | ---------- | -------- | ------- |
| 2018 | Jeux du Commonwealth   | Gold Coast | 2e       | 68,20 m |
| 2019 | Championnats d'Océanie | Townsville | 2e       | 65,86 m |

## Records
| Épreuve           | Marque  | Lieu   | Date        |
| ----------------- | ------- | ------ | ----------- |
| Lancer du marteau | 68,66 m | Sydney | 6 août 2017 |